# Mistrzostwa Holandii w szachach
Mistrzostwa Holandii w szachach – rozgrywany corocznie turniej, mający na celu wyłonienie najlepszych szachistów w Holandii. Pierwsze mistrzostwa mężczyzn rozegrano w roku 1909, natomiast kobiet – w 1935. W dotychczasowej historii (do 2009 r.) najwięcej tytułów zdobyli Max Euwe (12) i Jan Timman (9) oraz Peng Zhaoqin (13) i Fenny Heemskerk (10).

## Medaliści
| Rok  | Mężczyźni                                                                | Kobiety                                                        |
| ---- | ------------------------------------------------------------------------ | -------------------------------------------------------------- |
| 1909 | 1. Adolf Olland 2. Abraham Speijer 3. Benjamin Leussen                   |                                                                |
| 1912 | 1. Rudolf Loman 2. Johannes Esser 3. Henry Baudet                        |                                                                |
| 1913 | 1. Johannes Esser                                                        |                                                                |
| 1919 | 1. Max Marchand 2. Max Euwe 3. Reurt Meijer                              |                                                                |
| 1921 | 1. Max Euwe 2. Jacques Davidson 3. Rudolf Loman                          |                                                                |
| 1924 | 1. Max Euwe                                                              |                                                                |
| 1926 | 1. Max Euwe                                                              |                                                                |
| 1929 | 1. Max Euwe 2. Salo Landau 3. Henri Weenink                              |                                                                |
| 1933 | 1. Max Euwe 2. Johannes van den Bosch 3. Petrus van Hoorn                |                                                                |
| 1935 | nie rozegrano                                                            | 1. Catharina Roodzant                                          |
| 1936 | 1. Salo Landau 2. Gerrit van Doesburgh 3. Theo van Scheltinga            | 1. Catharina Roodzant                                          |
| 1937 | nie rozegrano                                                            | 1. Fenny Heemskerk                                             |
| 1938 | 1. Max Euwe 2. Nicolaas Cortlever 3. Johannes van den Bosch              | 1. Catharina Roodzant                                          |
| 1939 | mecz 1. Max Euwe 2. Salo Landau                                          | 1. Fenny Heemskerk                                             |
| 1942 | mecz 1. Max Euwe 2. Arnoldus van den Hoek                                | nie rozegrano                                                  |
| 1946 | nie rozegrano                                                            | 1. Fenny Heemskerk                                             |
| 1948 | mecz 1. Max Euwe 2. Theo van Scheltinga                                  | 1. Fenny Heemskerk                                             |
| 1950 | 1. Max Euwe 2. Theo van Scheltinga 3. Carel van den Berg                 | 1. Fenny Heemskerk                                             |
| 1952 | 1. Max Euwe 2. Theo van Scheltinga 3. Jan Hein Donner                    | 1. Fenny Heemskerk                                             |
| 1954 | 1. Jan Hein Donner 2. Nicolaas Cortlever 3. Max Euwe                     | 1. Fenny Heemskerk                                             |
| 1955 | 1. Max Euwe 2. Jan Hein Donner                                           | nie rozegrano                                                  |
| 1956 | nie rozegrano                                                            | 1. Fenny Heemskerk                                             |
| 1957 | 1. Jan Hein Donner                                                       | nie rozegrano                                                  |
| 1958 | 1. Jan Hein Donner 2. Nicolaas Cortlever                                 | 1. Fenny Heemskerk                                             |
| 1960 | nie rozegrano                                                            | 1. Corry Vreeken                                               |
| 1961 | 1. Tan Hiong Liong                                                       | 1. Fenny Heemskerk                                             |
| 1962 | nie rozegrano                                                            | 1. Corry Vreeken                                               |
| 1963 | 1. Frans Kuijpers                                                        | nie rozegrano                                                  |
| 1964 | nie rozegrano                                                            | 1. Corry Vreeken                                               |
| 1965 | 1. Lodewijk Prins 2. Coenrad Zuidema                                     | nie rozegrano                                                  |
| 1966 | nie rozegrano                                                            | 1. Corry Vreeken                                               |
| 1967 | 1. Hans Ree 2. Hans Bouwmeester 3. Eddie Scholl                          | nie rozegrano                                                  |
| 1968 | nie rozegrano                                                            | 1. Ingrid Tuk                                                  |
| 1969 | 1. Hans Ree 2. Kick Langeweg 3. Jan Timman                               | nie rozegrano                                                  |
| 1970 | 1. Eddie Scholl 2. Coenrad Zuidema 3. Kick Langeweg                      | 1. Corry Vreeken                                               |
| 1971 | 1. Hans Ree 2. Jan Hein Donner 3. Eddie Scholl                           | 1. Rie Timmer                                                  |
| 1972 | 1. Coenrad Zuidema 2. Jan Timman 3. Kick Langeweg                        | 1. Rie Timmer                                                  |
| 1973 | 1. Giennadij Sosonko 2. Coenrad Zuidema 3. Bert Enklaar                  | 1. Ada van der Giessen                                         |
| 1974 | 1. Jan Timman 2. Giennadij Sosonko 3. Hans Ree                           | 1. Alexandra van der Mije                                      |
| 1975 | 1. Jan Timman 2. Hans Böhm 3. Hans Ree                                   | 1. Erika Belle                                                 |
| 1976 | 1. Jan Timman 2. Hans Ree 3. Jan Hein Donner                             | 1. Alexandra van der Mije                                      |
| 1977 | 1. Wiktor Korcznoj 2. Jan Hein Donner 3. Jan Timman                      | 1. Alexandra van der Mije                                      |
| 1978 | 1. Jan Timman Giennadij Sosonko 2. Jan Hein Donner                       | 1. Alexandra van der Mije                                      |
| 1979 | 1. Gert Ligterink 2. Hans Ree 3. Jan Timman                              | 1. Alexandra van der Mije                                      |
| 1980 | 1. Jan Timman 2. Kick Langeweg 3. John van der Wiel                      | 1. Erika Belle                                                 |
| 1981 | 1. Jan Timman 2. Jan Hein Donner 3. Hans Ree                             | 1. Erika Belle                                                 |
| 1982 | 1. Hans Ree 2. Paul van der Sterren 3. Gert Ligterink                    | 1. Carla Bruinenberg                                           |
| 1983 | 1. Jan Timman 2. Paul van der Sterren 3. Kick Langeweg                   | 1. Carla Bruinenberg                                           |
| 1984 | 1. John van der Wiel 2. Hans Ree 3. Peter Scheeren                       | 1. Carla Bruinenberg Heleen de Greef                           |
| 1985 | 1. Paul van der Sterren 2. John van der Wiel 3. Gert Ligterink           | 1. Jessica Harmsen Hanneke van Parreren                        |
| 1986 | 1. John van der Wiel 2. Paul van der Sterren 3. Gert Ligterink           | 1. Heleen de Greef                                             |
| 1987 | 1. Jan Timman 2. John van der Wiel 3. Giennadij Sosonko                  | 1. Jessica Harmsen                                             |
| 1988 | 1. Rudy Douven 2. John van der Wiel 3. Marinus Kuijf                     | 1. Jessica Harmsen                                             |
| 1989 | 1. Marinus Kuijf 2. John van der Wiel 3. Paul van der Sterren            | 1. Mariette Drewes 2. Jessica Harmsen 3. Anne Marie Benschop   |
| 1990 | 1. Jeroen Piket 2. Joris Brenninkmeijer 3. Gert-Jan de Boer              | 1. Renate Limbach 2. Anne Marie Benschop 3. Heleen de Greef    |
| 1991 | 1. Jeroen Piket 2. John van der Wiel 3. Paul van der Sterren             | 1. Anne Marie Benschop 2. Esther de Kleuver 3. Sylvia de Vries |
| 1992 | 1. Jeroen Piket 2. Giennadij Sosonko 3. John van der Wiel                | 1. Erika Sziva                                                 |
| 1993 | 1. Paul van der Sterren 2. Roberto Cifuentes Parada 3. John van der Wiel | 1. Iwona Bos-Świecik                                           |
| 1994 | 1. Jeroen Piket 2. John van der Wiel 3. Loek van Wely                    | 1. Erika Sziva                                                 |
| 1995 | 1. Ivan Sokolov 2. Jeroen Piket 3. Dimitri Reinderman                    | 1. Marisca Kouwenhoven                                         |
| 1996 | 1. Jan Timman 2. Ivan Sokolov 3. John van der Wiel                       | 1. Erika Sziva                                                 |
| 1997 | 1. Predrag Nikolić 2. Jan Timman 3. Ivan Sokolov                         | 1. Peng Zhaoqin                                                |
| 1998 | 1. Ivan Sokolov 2. Jan Timman 3. Predrag Nikolić                         | 1. Erika Sziva 2. Tea Bosboom-Łanczawa 3. Linda Jap Tjoen San  |
| 1999 | 1. Predrag Nikolić 2. Jeroen Piket 3. Dimitri Reinderman                 | 1. Erika Sziva 2. Tea Bosboom-Łanczawa 3. Peng Zhaoqin         |
| 2000 | 1. Loek van Wely 2. Jeroen Piket 3. Paul van der Sterren                 | 1. Peng Zhaoqin 2. Tea Bosboom-Łanczawa 3. Jessica Harmsen     |
| 2001 | 1. Loek van Wely 2. Erik van den Doel 3. Jeroen Piket                    | 1. Peng Zhaoqin 2. Erika Sziva 3. Tea Bosboom-Łanczawa         |
| 2002 | 1. Loek van Wely 2. Siergiej Tiwiakow 3. Ivan Sokolov                    | 1. Peng Zhaoqin 2. Tea Bosboom-Łanczawa 3. Désiree Hamelink    |
| 2003 | 1. Loek van Wely 2. Siergiej Tiwiakow 3. Daniël Stellwagen               | 1. Peng Zhaoqin 2. Tea Bosboom-Łanczawa 3. Petra Schuurman     |
| 2004 | 1. Loek van Wely 2. Ivan Sokolov 3. Siergiej Tiwiakow                    | 1. Peng Zhaoqin 2. Arlette van Weersel 3. Petra Schuurman      |
| 2005 | 1. Loek van Wely 2. Daniël Stellwagen 3. Siergiej Tiwiakow               | 1. Peng Zhaoqin 2. Marlies Bensdorp 3. Bianca Muhren           |
| 2006 | 1. Siergiej Tiwiakow 2. Ivan Sokolov 3. Friso Nijboer                    | 1. Peng Zhaoqin 2. Bianca Muhren 3. Tea Łanczawa               |
| 2007 | 1. Siergiej Tiwiakow 2. Daniël Stellwagen 3. Ivan Sokolov                | 1. Peng Zhaoqin 2. Désiree Hamelink 3. Marlies Bensdorp        |
| 2008 | 1. Jan Smeets 2. Dimitri Reinderman 3. Daniël Stellwagen                 | 1. Peng Zhaoqin 2. Petra Schuurman 3. Tea Łanczawa             |
| 2009 | 1. Anisz Giri 2. Friso Nijboer 3. Dimitri Reinderman                     | 1. Peng Zhaoqin 2. Marlies Bensdorp 3. Mariska de Mie          |
| 2010 | 1. Jan Smeets 2. Anisz Giri 3. Sipke Ernst                               | 1. Peng Zhaoqin 2. Bianca Muhren 3. Anne Haast                 |
| 2011 | 1. Anisz Giri 2. Ivan Sokolov 3. Sipke Ernst                             | 1. Peng Zhaoqin 2. Anne Haast 3. Martine Middelveld            |
| 2012 | 1. Anisz Giri 2. Ivan Sokolov 3. Erwin l'Ami                             | 1. Tea Łanczawa 2. Peng Zhaoqin 3. Anne Haast                  |
| 2013 | 1. Dimitri Reinderman 2. Wouter Spoelman 3. Robin van Kampen             | 1. Lisa Schut 2. Anne Haast 3. Tea Łanczawa                    |
| 2014 | 1. Loek van Wely 2. Siergiej Tiwiakow 3. Sipke Ernst                     | 1. Anne Haast 2. Bianca Muhren 3. Peng Zhaoqin                 |